# Lukáš Pech
Lukáš Pech (* 19. září 1983 v Jihlavě) je český hokejový útočník hrající 1. Ligu za tým HC Tábor.

## Hráčská kariéra
S hokejem začínal v Jihlavě, kde odehrál dorosteneckou ligu a v juniorské lize odehrál 2 sezony (1999/01). Od sezony 2001/2002 hraje v týmu HC Energie Karlovy Vary kde odehrál juniorskou ligu a momentálně Extraligu. V Sezoně 2003/04 odehrál v Karlových Varech 3 zápasy potom byl poslán do 1. ligy do týmu SK Kadaň a v sezoně 2004/05 měl střídavé starty mezi 1 ligou a Extraligou. Postupem času zastával v Karlových Varech stále důležitější pozici, až se vypracoval, mezi stálice klubu. Od ročníku 2010/11 dostával také prostor v Českém národním týmu. Na sezónu 2013/14 byl vyměněn z Karlových Varů do Sparty. 28. dubna 2021 bylo oznámeno na sociálních sítích že po 8 letech opouští Spartu v ten den podepsal tříletý kontrakt s klubem Madeta Motor České Budějovice. Dne 28. prosince 2024 odešel do druholigového klubu HC Tábor.

## Ocenění a úspěchy
- 2007 ČHL - Zlatá helma Sencor
- 2009 ČHL - Vítězný gól
- 2014 ČHL - Nejslušnější hráč
- 2017 ČHL - Nejproduktivnější hráč
- 2023 ČHL - Nejlepší nahrávač

## Prvenství
- Debut v ČHL - 26. února 2002 (HC Oceláři Třinec proti HC Becherovka Karlovy Vary)
- První gól v ČHL - 24. února 2004 (HC Rabat Kladno proti HC Energie Karlovy Vary, brankáři Miroslavu Kopřivovi)
- První asistence v ČHL - 15. února 2005(HC Energie Karlovy Vary proti HC Vítkovice Steel)
- První hattrick v ČHL - 30. prosince 2012 (HC Energie Karlovy Vary proti HC Kometa Brno)

## Klubová statistika
| Sezóna      | Klub                          | Soutěž      |     | Základní část | Základní část | Základní část | Základní část | Základní část |    | Play off | Play off | Play off | Play off | Play off |
| Sezóna      | Klub                          | Soutěž      | Z   | G             | A             | B             | TM            | Z             | G  | A        | B        | TM       |          |          |
| 2001/2002   | HC Becherovka Karlovy Vary    | ČHL         | 1   | 0             | 0             | 0             | 0             | —             | —  | —        | —        | —        |          |          |
| 2002/2003   | HC Energie Karlovy Vary       | ČHL         | 7   | 0             | 0             | 0             | 4             | —             | —  | —        | —        | —        |          |          |
| 2003/2004   | HC Energie Karlovy Vary       | ČHL         | 3   | 2             | 0             | 2             | 0             | —             | —  | —        | —        | —        |          |          |
| 2003/2004   | SK Kadaň                      | 1.ČHL       | 38  | 6             | 10            | 16            | 8             | —             | —  | —        | —        | —        |          |          |
| 2004/2005   | HC Energie Karlovy Vary       | ČHL         | 24  | 3             | 1             | 4             | 10            | —             | —  | —        | —        | —        |          |          |
| 2004/2005   | SK Kadaň                      | 1.ČHL       | 39  | 14            | 18            | 32            | 40            | —             | —  | —        | —        | —        |          |          |
| 2005/2006   | HC Energie Karlovy Vary       | ČHL         | 47  | 5             | 7             | 12            | 22            | —             | —  | —        | —        | —        |          |          |
| 2006/2007   | HC Energie Karlovy Vary       | ČHL         | 50  | 9             | 6             | 15            | 20            | —             | —  | —        | —        | —        |          |          |
| 2007/2008   | HC Energie Karlovy Vary       | ČHL         | 50  | 6             | 11            | 17            | 51            | 2             | 0  | 1        | 1        | 2        |          |          |
| 2008/2009   | HC Energie Karlovy Vary       | ČHL         | 40  | 13            | 6             | 19            | 18            | 14            | 5  | 2        | 7        | 6        |          |          |
| 2009/2010   | HC Energie Karlovy Vary       | ČHL         | 40  | 8             | 14            | 22            | 8             | —             | —  | —        | —        | —        |          |          |
| 2010/2011   | HC Energie Karlovy Vary       | ČHL         | 50  | 14            | 26            | 40            | 22            | 5             | 1  | 5        | 6        | 2        |          |          |
| 2011/2012   | HC Energie Karlovy Vary       | ČHL         | 52  | 15            | 30            | 45            | 64            | —             | —  | —        | —        | —        |          |          |
| 2012/2013   | HC Energie Karlovy Vary       | ČHL         | 51  | 22            | 35            | 57            | 50            | —             | —  | —        | —        | —        |          |          |
| 2013/2014   | HC Sparta Praha               | ČHL         | 52  | 16            | 19            | 35            | 20            | 12            | 4  | 3        | 7        | 6        |          |          |
| 2014/2015   | HC Sparta Praha               | ČHL         | 46  | 11            | 28            | 39            | 22            | 10            | 2  | 3        | 5        | 6        |          |          |
| 2015/2016   | HC Sparta Praha               | ČHL         | 47  | 6             | 20            | 26            | 16            | 17            | 6  | 10       | 16       | 14       |          |          |
| 2016/2017   | HC Sparta Praha               | ČHL         | 50  | 20            | 32            | 52            | 40            | 4             | 1  | 2        | 3        | 4        |          |          |
| 2017/2018   | HC Sparta Praha               | ČHL         | 48  | 12            | 25            | 37            | 28            | 3             | 1  | 2        | 3        | 0        |          |          |
| 2018/2019   | HC Sparta Praha               | ČHL         | 51  | 15            | 20            | 35            | 32            | 4             | 0  | 1        | 1        | 0        |          |          |
| 2019/2020   | HC Sparta Praha               | ČHL         | 52  | 11            | 28            | 39            | 28            | —             | —  | —        | —        | —        |          |          |
| 2020/2021   | HC Sparta Praha               | ČHL         | 51  | 11            | 26            | 37            | 30            | 9             | 0  | 0        | 0        | 0        |          |          |
| 2021/2022   | Madeta Motor České Budějovice | ČHL         | 56  | 22            | 35            | 57            | 32            | 10            | 5  | 6        | 11       | 6        |          |          |
| 2022/2023   | Madeta Motor České Budějovice | ČHL         | 49  | 8             | 38            | 46            | 48            | —             | —  | —        | —        | —        |          |          |
| 2023/2024   | Banes Motor České Budějovice  | ČHL         | 20  | 1             | 7             | 8             | 4             | 10            | 1  | 7        | 8        | 2        |          |          |
| ČHL celkově | ČHL celkově                   | ČHL celkově | 937 | 230           | 414           | 644           | 569           | 147           | 40 | 70       | 110      | 72       |          |          |